# Češme-Namak
Češme-Namak (perz. دریاچه چشمه نمک; Darjače-je Češme-Namak) je sezonsko slano jezero u Razavi Horasanu na sjeveroistoku Irana, 10-ak km od granice s Afganistanom. Smješteno je na nadmorskoj visini od 727 m podno padina planine Tig-e Šah-Karam (733 m) koja ga okružuje sa sjevera i istoka. Jezero je ovalnog oblika i pruža se duljinom od 1,9 km u smjeru sjever-jug, dok mu poprečna širina iznosi 1,7 km. Dubine je do 1,5 m, površine do 2,2 km², te maksimalne zapremnine od 24 milijuna m³. Vodom se napaja prvenstveno pomoću pritoka sa zapada koji oblikuje prostranu unutrašnju deltu bez oticanja, dok je količina padalina zanemariva s obzirom na prevladavajuću hladnu stepsku klimu (BSk) odnosno malu površinu pripadajuće kotline. Tijekom vrućih ljetnih mjeseci nakupljena voda brzo ishlapi ostavljajući iza sebe slanu bijelu ravan. Unatoč orografskoj izolaciji, Češme-Namak zajedno sa susjednim Namakom (4,0 km sjeverno) u širem hidrogeološkom smislu pripada porječju Hariruda odnosno slijevu Karakuma. Između dvaju jezera proteže se dolina rijeke Džam-Rud, izravnog pritoka Hariruda. Obale Češme-Namaka nisu naseljene, a najbliže mjesto koje mu gravitira jest istoimeno selo Češme-Namak smješteno 1,5 km sjeverozapadno. Njegovo Gospodarstvo orijentirano je na ratarstvo i iskorištavanje Češme-Namakove soli.

## Poveznice
- Zemljopis Irana
- Popis iranskih jezera